# کارژچینو
کارژچینو (به لهستانی:  Karżcino) یک روستا در لهستان است که در گمینا سووپسک واقع شده‌است. کارژچینو  ۲۱۰ نفر جمعیت دارد.